# دايفيد كول
دايفيد كول (بالإنجليزية: David Cole)‏ هو صحفي ومؤرخ أمريكي، ولد في 1971 في لوس أنجلوس في الولايات المتحدة.

## وصلات خارجية
- الموقع الرسمي
- دايفيد كول على موقع IMDb (الإنجليزية)